# Mistrzostwa Europy w Lekkoatletyce 2016 – bieg na 5000 m mężczyzn
Bieg na 5000 metrów mężczyzn – jedna z konkurencji biegowych rozgrywanych podczas lekkoatletycznych mistrzostw Europy na Stadionie Olimpijskim w Amsterdamie.

## Terminarz
| Data     | Godzina |       |
| -------- | ------- | ----- |
| 10 lipca | 18:10   | Finał |

## Rekordy
|                                        | Zawodnik         | Wynik    | Miejsce   | Data                  |
| -------------------------------------- | ---------------- | -------- | --------- | --------------------- |
| Rekord świata                          | Kenenisa Bekele  | 12:37,35 | Hengelo   | 31 maja 2004(dts)     |
| Rekord Europy                          | Mohammed Mourhit | 12:49,71 | Bruksela  | 25 sierpnia 2000(dts) |
| Rekord mistrzostw Europy               | Jack Buckner     | 13:10,15 | Stuttgart | 31 sierpnia 1986(dts) |
| Najlepszy wynik na świecie w 2016 roku | Muktar Edris     | 12:59,43 | Eugene    | 28 maja 2016(dts)     |
| Najlepszy wynik w Europie w 2016 roku  | Ilias Fifa       | 13:11,83 | Huelva    | 3 czerwca 2016(dts)   |

## Rezultaty

### Finał
Źródło: .
| Poz. | Zawodnik            | Reprezentacja   | Czas     | Uwagi |
| ---- | ------------------- | --------------- | -------- | ----- |
| 01 ! | Ilias Fifa          | Hiszpania       | 13:40,85 |       |
| 02 ! | Adel Mechaal        | Hiszpania       | 13:40,85 |       |
| 03 ! | Richard Ringer      | Niemcy          | 13:40,85 | SB    |
| 4.   | Henrik Ingebrigtsen | Norwegia        | 13:40,86 |       |
| 5.   | Mourad Amdouni      | Francja         | 13:40,94 |       |
| 6.   | Hayle İbrahimov     | Azerbejdżan     | 13:42,20 |       |
| 7.   | Florian Orth        | Niemcy          | 13:45,40 |       |
| 8.   | Yemaneberhan Crippa | Włochy          | 13:46,30 |       |
| 9.   | Aras Kaya           | Turcja          | 13:47,42 |       |
| 10.  | Martin Sperlich     | Niemcy          | 13:48,81 |       |
| 11.  | Jamel Chatbi        | Włochy          | 13:49,93 |       |
| 12.  | Dennis Licht        | Holandia        | 13:54,21 |       |
| 13.  | Jonathan Taylor     | Wielka Brytania | 13:55,20 |       |
| 14.  | Carlos Mayo         | Hiszpania       | 13:58,22 |       |
| 15.  | Brenton Rowe        | Austria         | 13:58,96 |       |
| 16.  | Jonny Davies        | Wielka Brytania | 14:04,13 |       |
| 17.  | Kevin Batt          | Irlandia        | 14:20,50 |       |
| 18.  | Sindre Buraas       | Norwegia        | 14:26,05 |       |
| 19.  | Mykoła Nyżnyk       | Ukraina         | 14:28,24 |       |
| -    | Ali Kaya            | Turcja          | DNS      |       |